# Садовский, Михаил Анатольевич
Михаи́л Анато́льевич Садо́вский (р. 1931) — советский архитектор, член СА СССР, заслуженный архитектор РФ. 

## Биография
Родился в Ленинграде. Окончил среднюю художественную школу при Академии художеств и там же продолжил образование. Его преподавателем был  Е. А. Левинсон. В 1956 году Садовский получает диплом архитектора.
В 1956 — 1969 годах работал в Проектном институте №1. Разрабатывал проекты промышленного строительства в Ленинграде.
С 1962 года — член СА СССР.
В 1969 — 1972 годах работал в Ленпроекте под руководством В. В. Попова и В. Н. Щербина и до 1974 года под руководством В. Ф. Назарова. В это время Садовский разрабатывал проекты общественных центров и жилые кварталы.
В 1974 — 1997 годах — руководитель 17 мастерской ЛенНИИпроекта. 
В 1974 году получил диплом лауреата за проект жилого комплекса района Шувалово-Озерки, а в 1986 году — премию за «Совершенствование архитектуры крупнопанельных зданий».
В 1980 годы 17 мастерская ЛенНИИпроекта занималась проектами типовых школьных комплексов. Типовой проект из блок-секций, разработанный мастерской, получил широкое распространение. Проекты Садовского были новаторскими и непривычными. Одно из лучших творений Садовского — детский сад на Новгородской улице (1980).

## Проекты и постройки в Санкт-Петербурге
- Завод «Электросила». Административный корпус, новый корпуса (1970, соавторы Т. Ф. Беленькая , В. И. Кисельгоф);
- Детский сад N 144 Центрального района на Новгородской улице (1987, соавторы М. Я Бренер, Е. Б.Корлас);
- Школа N 354 Московского р-на (1989, соавтор Л. А. Гутцайт);
- Гимназия N622 Выборгского района (1991, соавтор С. Ф. Голубев);
- Жилой комплекс «Дом на Неве» (1998—2003, соавторы И. Б. Ноах, Н. М. Куликова) и др[3].

## Признание
- заслуженный архитектор Российской Федерации (13 сентября 1994) — за заслуги в области архитектуры и многолетний добросовестный труд
- Государственная премия РСФСР в области архитектуры (1986) — за архитектуру полносборных школ и детских садов новых районов Ленинграда